# Назыров, Феруз Гофурович
Феруз Гофурович Назыров (узб. Feruz Gofurovich Nazirov; 25 мая 1950 года, Ташкент Узбекская ССР, СССР) — узбекский врач и государственный деятель, академик. С 1998 по 2009 год занимал должность министра здравоохранения.

## Биография
Родился 25 мая 1950 года в городе Ташкенте в семье врачей. В 1973 году окончил лечебный факультет Ташкентского Государственного медицинского института и как перспективный специалист был направлен для работы в качестве врача-интерна в филиал ВНИИК и ЭХ в г. Ташкенте (ныне ГУ «Республиканский специализированный научно-практический медицинский центр хирургии имени академика В.Вахидова»).
По окончании интернатуры в этом же учреждении вначале работал в должности младшего научного сотрудника, затем старшего, а с 1992 года — главного научного сотрудника. В 1981 году защитил кандидатскую диссертацию во Всесоюзном Научном Центре Хирургии (Москва) на тему: «Дренирование грудного лимфатического протока и его патогенетическое обоснование у больных циррозом печени», а в 1989 году там же докторскую диссертацию на тему: «Хирургическое лечение осложнений портальной гипертензии у больных циррозом печени».
В феврале 1995 года был назначен директором Научного Центра Хирургии Минздрава Республики Узбекистан.
В ноябре 1998 года возглавил Министерство здравоохранения Республики Узбекистан. В это время под его руководством организованы отделения экстренной медицинской помощи на базе центральных районных больниц. Впервые была создана служба первичной медицинской помощи, основанная на обще-врачебной практике. Построено и оснащено более 3000 сельских врачебных пунктов, начат второй этап Государственной Программы реформирования системы здравоохранения.
В 2009 году вернулся в Республиканский специализированный научно-практический медицинский центр хирургии имени академика В.Вахидова, который возглавляет по настоящее время.
Назыров является высококвалифицированным специалистом с мировым именем, специализирующимся в области абдоминальной хирургии и трансплантологии, сформировавшим свою школу хирургов-гепатологов, признанным лидером которой он является и в настоящее время.
Под его непосредственным руководством были внедрены и получили развитие многие из сложнейших направлений в абдоминальной хирургии — хирургия портальной гипертензии, реконструктивно-восстановительные операции на желчных протоках, радикальные хирургические вмешательства у пациентов с опухолями печени и поджелудочной железы. Назыровым впервые в Узбекистане были разработаны оригинальные методики реконструктивных хирургических вмешательств на висцеральных венозных сосудах брюшной полости у пациентов с синдромом портальной гипертензии, что позволило вывести это направление в разряд приоритетных и обеспечило значительное улучшение результатов лечения этой сложной категории больных.
В ноябре 2006 года в ГУ «РСНПМЦХ имени академика В.Вахидова» совместно с академиком Сергей Готье была выполнена уникальная в мировой практике операция по разобщению сиамских близнецов с единой печенью.
Под руководством Назырова был создан проект законодательной базы по пересадке близкородственной печени и почки, и 12 февраля 2018 года в стране выполнена первая близко-родственная трансплантация печени. В руководимом им центре была возобновлена и успешно реализована программа родственной трансплантации почки, длительные годы отсутствовавшая в стране, где хронические заболевания почек являются краевой патологией. На сегодняшний день в ГУ «РСНПМЦХ имени академика В. Вахидова» успешно выполнено 300 трансплантаций почки и 6 трансплантаций правой доли печени от близкородственного донора.

## Творческая деятельность
Назыров опубликовал более 1000 научных работ. Он является автором 16 изобретений и 11 монографий. Под его руководством защищены 28 докторских и 24 кандидатских диссертаций и создана целая школа для дальнейшего развития различных направлений хирургии.
Назыров является председателем Научного Совета при Республиканском специализированном научно-практическом медицинском центре хирургии имени Академика В. Вахидова по защите диссертаций на соискание учёных степеней.
По его инициативе и при самом непосредственном участии, впервые в Узбекистане, с 1999 года начал издаваться журнал «Хирургия Узбекистана», главным редактором которого он остаётся по настоящее время.
Является членом редколлегии журнала «Лимфология» и общества лимфологов Узбекистана, председателем Научного общества хирургов Узбекистана, членом Президиума Ассоциации Российских хирургов имени Н. Пирогова, Заслуженным работником Здравоохранения Республики Узбекистан, членом редакционного совета журнала «Вестник экспериментальной и клинической хирургии» (Воронеж), членом редакционного совета журнала «Анналы хирургической гепатологии» (Москва), Заслуженным работником Здравоохранения Республики Каракалпакстан, вице-президентом ассоциации хирургов гепатологов России и стран СНГ.
Давние тесные дружеские связи двух соратников — хирургов министра здравоохранения РФ академика РАН Ю. Л. Шевченко и министра здравоохранения Республики Узбекистан академика Назырова не только укрепили сотрудничество между врачами этих стран, но и продолжились плодотворным научным и практическим сотрудничеством. Под их редакцией подготовлены уникальная книга «Хирургия эхинококкоза» и ряд других научных трудов, снискавших признание мировой научной общественности. Этот плодотворный научный посыл передался коллективам, руководимым Юрием Леонидовичем Шевченко и Ферузом Гафуровичем Назыровым.

## Достижения
В 1981 году защитил кандидатскую диссертацию во Всесоюзном Научном Центре Хирургии (Москва) на тему: «Дренирование грудного лимфатического протока и его патогенетическое обоснование у больных циррозом печени».
В 1989 году там же докторскую диссертацию на тему: «Хирургическое лечение осложнений портальной гипертензии у больных циррозом печени».
13 февраля 2017 года провёл первую в истории медицины Узбекистана операция по пересадке части печени пациенту от родственника-донора.
29 октября 2010 года Назыров удостоен звания почётного доктора Российского Национального медико-хирургического центра Н. И. Пирогова.
За научные разработки и внедрение новых технологий в хирургии портальной гипертензии коллективу авторов ГУ «РСНПМЦХ имени академика В. Вахидова» во главе с Назыровым было присуждено звание лауреатов первой премии журнала «Анналы хирургической гепатологии».
В 2010 году решением президиума Европейской академии естественных наук Назыров был награждён орденом Николая Пирогова за беспрецедентный вклад в развитие мировой медицины.
В 2011 году в Москве на XVIII Международном конгрессе «Актуальные проблемы хирургической гепатологии» за особые достижения и вклад в развитие хирургической науки Назыров награждён золотой медалью имени А. В. Вишневского.